# Шреберк, Шломо
Шребер Шломо (Шлойме-Зайнвл) (1876, Поставы, Виленская губерния — 5 ноября 1944, Тель-Авив) — издатель.

## Биография
Родился в местечке Поставы в семье Шахно Шреберка и Ревекки Ром . Получил традиционное еврейское религиозное образование. В юности принимал участие в сионистском движении. В 1900 открыл в Вильне издательство (до 1908 издал свыше 100 книг на иврите и идише, в т. ч. произведения Ш.Нигера, Менделе Мойхер-Сфорима и др.). В 1911 – совместно с Э.Капланом, Бен-Авигдором, Беньямином Шиминым и Яковом Лидским — один из учредителей акционерного издательского общества «Централь». В 1914 начал издавать ежедневную газету на идише «Дас Лебн» (Варшава). Переехал в Варшаву в 1922 и возглавил «Централь», которая была  в дальнейшем реорганизована в издательский дом «Ахиасаф». Благодаря ему были изданы - «История еврейского народа» в десяти томах С.М.Дубнова, Собрание сочинений в пятнадцати томах С.Ан-ского, Собрание сочинений в девяти томах Я.Динезона, Собрание сочинений в семи томах Дер Лебедикера и др.

В 1935 эмигрировал в Эрец-Исраэль, где продолжил свою издательскую деятельность (всего выпустил свыше 300 книг на идише). Один из основателей и первый президент Союза издателей Эрец-Исраэль.